# توریه (مجارستان)
توریه (به مجاری:  Türje) یک سکونتگاه مسکونی در مجارستان است که در زالا واقع شده‌است.

## خصوصیات
توریه ۳۸٫۲۴ کیلومترمربع مساحت و ۱٬۷۷۴ نفر جمعیت دارد.